# Río Harricana
El río Harricana (del francés: Rivière Harricana); en inglés: Harricana River, también conocido como Harricanaw,  es un río de la vertiente ártica de Canadá que discurre por la provincia de Quebec y el noreste de Ontario. Tiene una longitud de 533 km, drena una cuenca de 29 300 km² —similar a países como Bélgica (137.º) o Armenia (140.º)—y tiene un caudal medio de 570 m³/s. Aunque el 80% de su cuenca hidrográfica se encuentra en Quebec, en su curso final entra en Ontario antes de desaguar en la bahía Hannah, una pequeña bahía de bahía de James.
El río Harricana es un destino popular para realizar excursiones en canoa hasta la bahía de James, debido a su naturaleza sin desarrollar, al fácil acceso aguas arriba y a la posibilidad de remar hacia y desde Moosonee (1725 hab. en 2011), la localidad situada en la boca del río Moose considerada «la puerta de entrada al Ártico» (the Gateway to the Arctic).

## Geografía

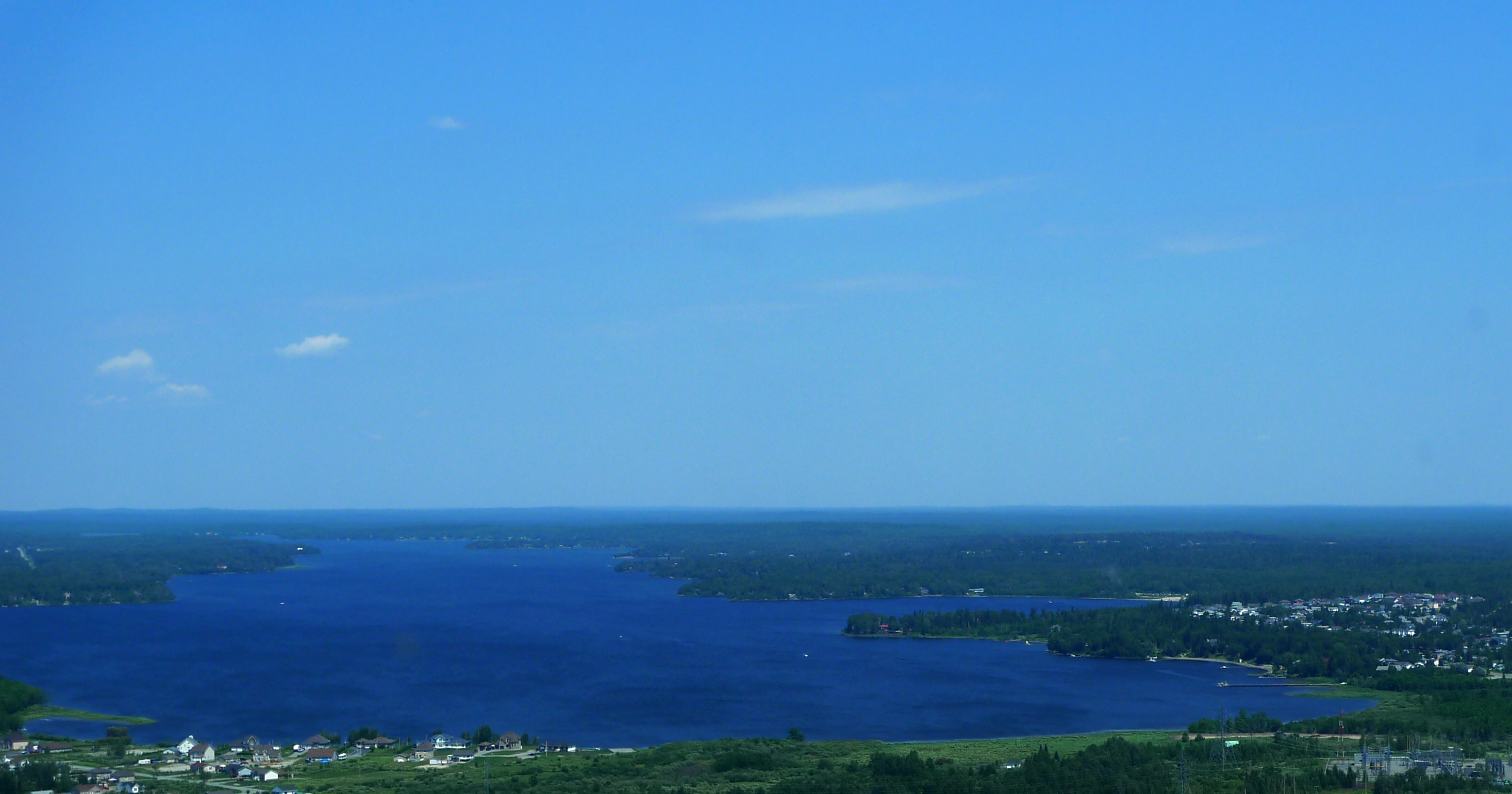
El lago Blouin, donde nace el Harricaca.

El río Harricana nace nominalmente en el pequeño lago Blouin (de 13 km²), justo al norte de la ciudad de Val-d'Or (31 862 hab. en 2011), en la región de Abitibi-Témiscamingue de la provincia de Quebec. A partir de aquí el río discurre en un complejo curso fluvo-lacustre, atravesando una serie de pequeños lagos, como el lago De Montigny —donde se le une el lago Lemoine—, el Malartic y el La Motte, pasado el cual está la pequeña localidad de Saint-Mathieu-d'Harricana (696 hab. en 2011). Sigue el río su avance hacia el norte, alcanzando el lago Figuery. Después de pasar por la pequeña ciudad de Amos (12 672 hab. en 2011), atraviesa el más significativo de sus lagos, el lago Obalski.
Al norte de Amos el río discurre por una región de exuberantes bosques boreales, donde se lleva a cabo la tala extensiva. A medida que llega a su tramo final, el bosque disminuye gradualmente y es reemplazado por muchos humedales. Aquí el Harricana tiene una velocidad considerable y un relieve llano, fluyendo a través de una zona virgen no desarrollada. Recibe en este tramo medio al más importante de sus afluentes, el río Turgeon (220 km), que le aborda por la izquierda llegando del suroeste. En su tramo final se adentra en el distrito de Cochrane de la provincia de Ontario, recibiendo casi en la desembocadura a otro importante afluente, el río Kesagami (220 km). Desemboca finalmente mediante un delta fluvial en la bahía de Hannah, una bahía interior de la gran bahía de James. Muy cerca de la desembocadura se encuentra el área protegida de Hannah Bay Bird Sanctuary.
La cuenca que rodea el Harricana es muy interesante para los navegantes de la región, ya que se beneficia de una red de lagos y ríos notable y es posible acceder a varios municipalidades en la región solo por vías acuáticas.

### Principales afluentes
Los principales afluentes del Harricana, en dirección aguas abajo desde su nacimiento, son:
- río Berry
- río Desboues
- río Miniac
- río Octave
- río Coigny
- río Plamondon
- río Samson
- río Turgeon (220 km)
  - río Theo
  - río Wawagosic
- río Kesagami (220 km)

## Historia

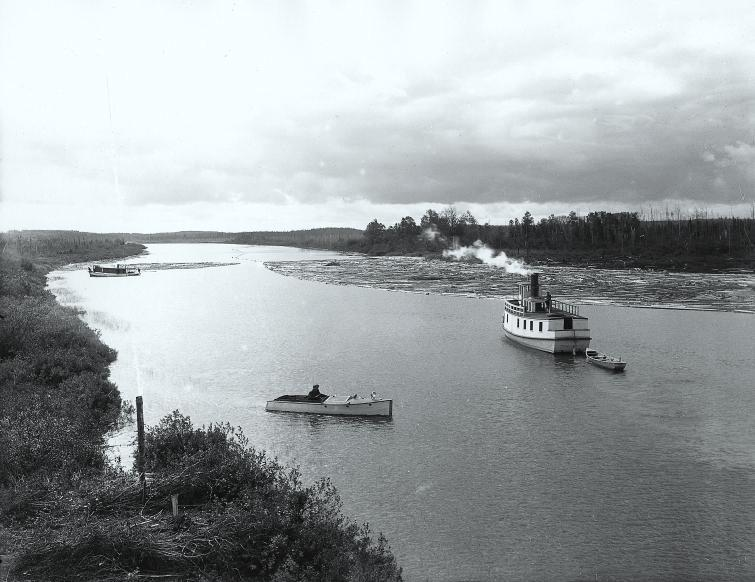
Madera flotante y vapor en el Harricana en Amos (ca. 1916).

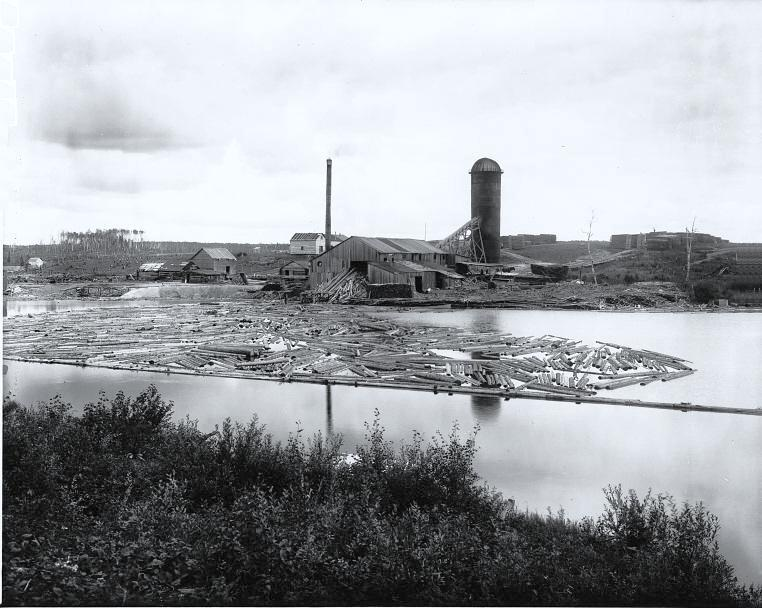
Aserradero en el Harricana (ca 1916).

El río Harricana fue tradicionalmente utilizado por los nativos  algonquinos como ruta fluvial.
Como tributario de la bahía James, y por tanto de la bahía de Hudson, el río Harricana y su cuenca formaban parte de la Tierra de Rupert, propiedad de facto de la Compañía de la Bahía de Hudson, empresa garantizada por un chárter exclusivo de 1670. Pero hasta 1801 no se cartografió todo su curso, haciéndolo Alexander MacKenzie por primera vez, que fue quien lo identificó por su nombre Harricanaw. En 1835, en el mapa de Bradford ya aparece rotulado como Harricana. La Ley de Tierras de Rupert de 1868 (Rupert's Land Act 1868) transfirió el río y su cuenca para el Dominio de Canadá y fue anexada oficialmente a la provincia de Quebec en 1898. A partir de entonces, comenzó la colonización y se fundaron varios asentamientos en el curso superior del Harricana.
En 1906, Henry O'Sullivan exploró las riberas del Harricana y en 1908 se establecieron en las orillas de los rápidos los primeros campamentos. Estos fueron aprovisionando los campamentos hechos para la construcción del ferrocarril transcontinental. Unos años más tarde, en 1910, llegaron los primeros colonos y fundaron la ciudad de Amos en el lugar donde el ferrocarril cruza el río.
Antiguamente el río se usaba para el transporte flotante de madera y también fue utilizado para transportar recursos hasta Val-d'Or (madera, dinamita, mano de obra), una región donde comenzaron a abrirse varias explotaciones mineras. Hubo un tiempo en que el río estaba lleno de barcos, un verdadero pequeño puerto en el bosque boreal. Muchos de estos barcos fueron hundidos en el fondo del río cuando ya no se necesitaban.[cita requerida] Este es el caso del S.S. Sullivan en 1927, que con un total de 165 cajas de dinamita, todavía se encuentra bajo el puente de hierro con otras chatarras.

## Toponimia

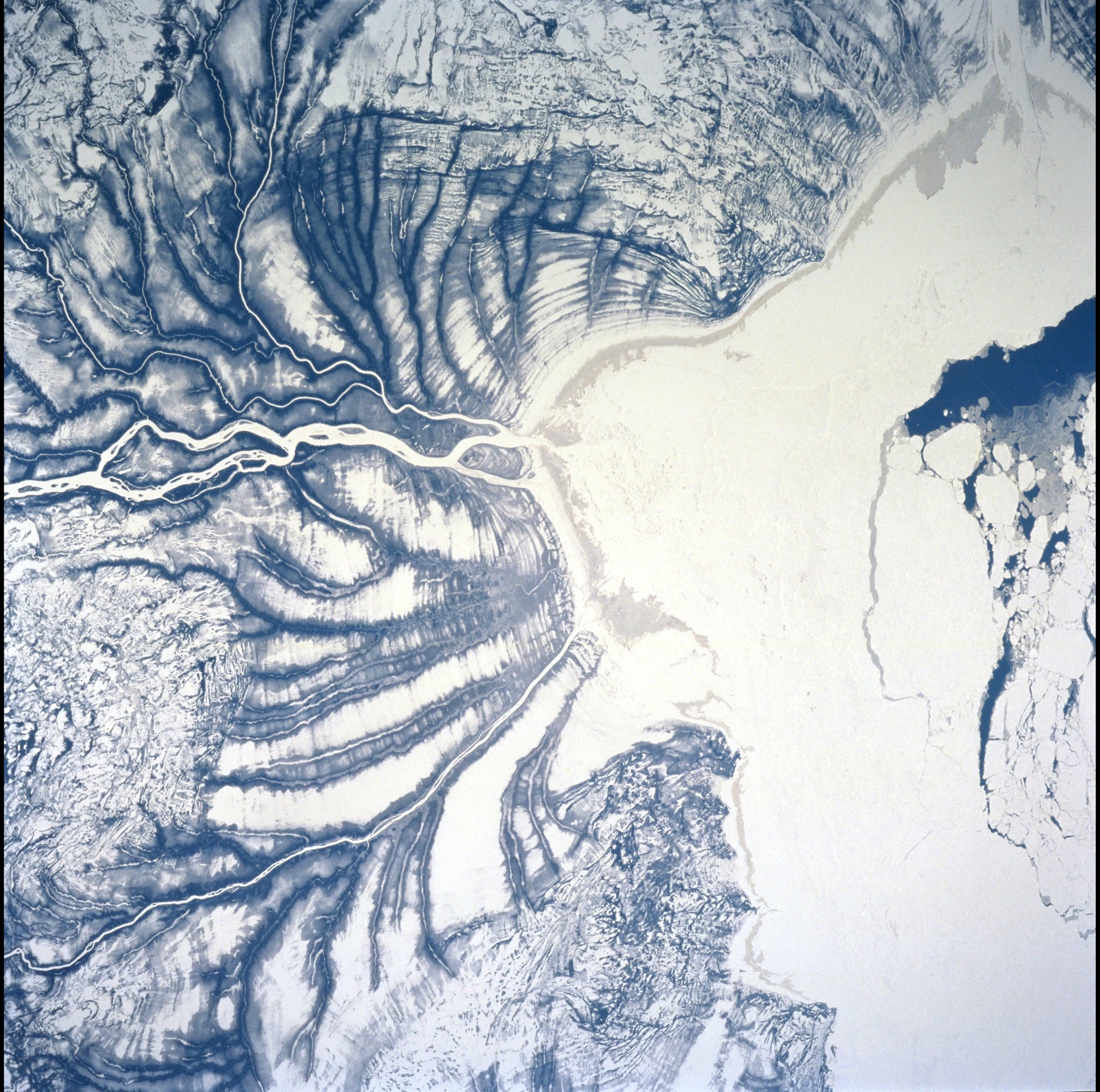
El río Harricana y su desembocadura en la bahía de Hannah son visibles a la izquierda.

El nombre original proviene de la palabra algonquina Nanikana,  que significa «el camino principal» o «Biscuit River», según sea la fuente. Biscuit [galleta] hace referencia a unas formaciones inusuales que se encuentran en el río, un conjunto de piedras planas, arena, caliza y concreciones de arcilla, llamadas Pierres de fée [piedras de hadas].
A lo largo de los años se han reportado varias ortografías: anâkona  (algonquin), uhnahkoonah  (Ojibway) y ayukoona'w  (cree). Los algonquinos también utilizan el nombre Inikana, que significa «ruta del río». Un segmento del río se llamaba Wajaha Sibi,  que significa «río a la bahía».